# Josefina de la Torre

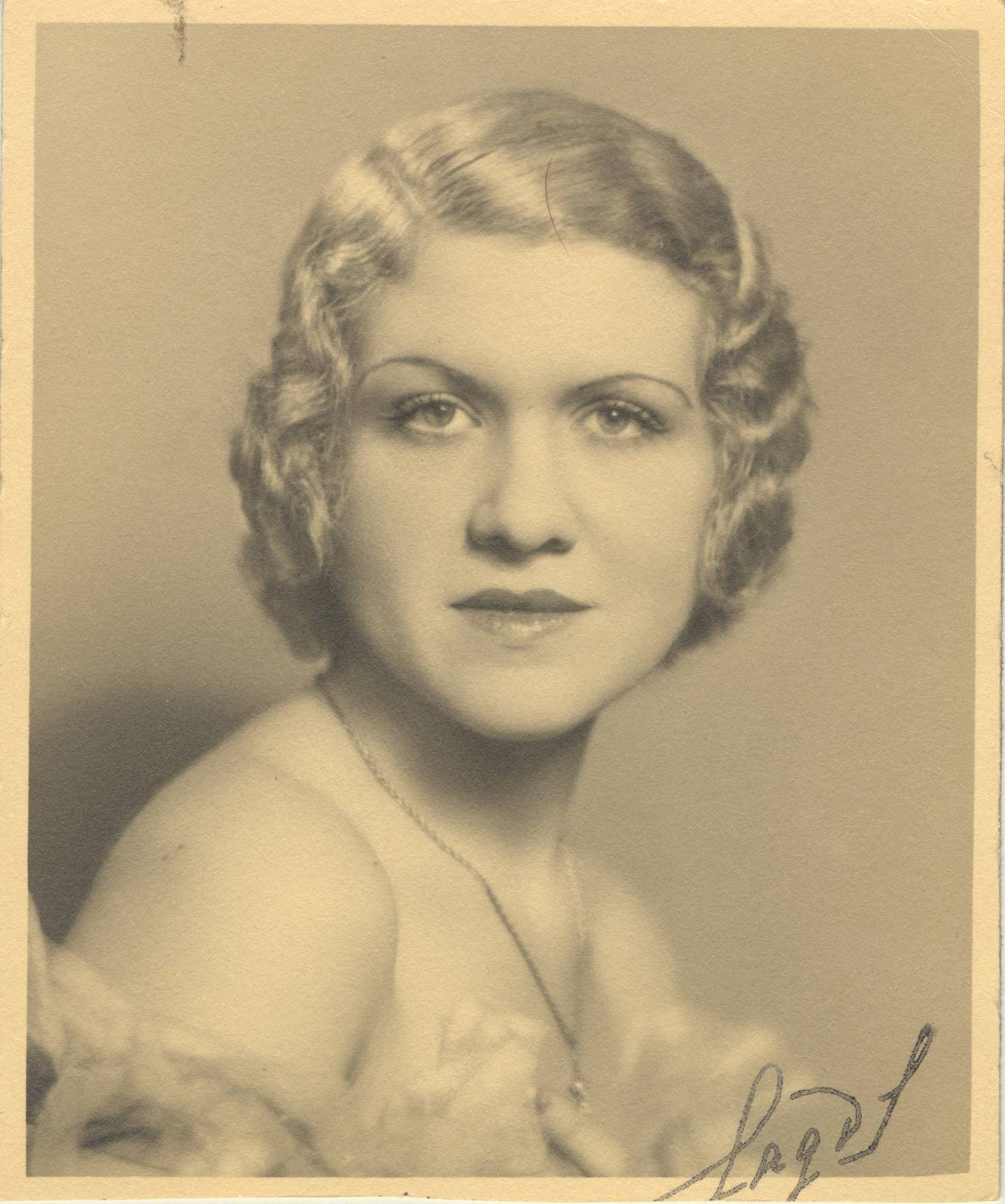
Josefina de la Torre, 1930

Josefina de la Torre Millares (* 1907 in Las Palmas de Gran Canaria; † 12. Juli 2002 in Madrid) war eine spanische Romanautorin und Schauspielerin von den Kanaren, die mit der Generación del 27, dort mit der Frauengruppe Las Sinsombrero, und der spanischen literarischen Avantgarde der ersten Hälfte des 20. Jahrhunderts verbunden war.

## Leben
Sie wurde als jüngstes von sechs Kindern von Bernardo de la Torre, einem Geschäftsmann, der sich sehr für die Entwicklung der Stadt Las Palmas de Gran Canaria einsetzte, und Francisca Millares Cubas, der Tochter des Historikers, Schriftstellers und Musikers Agustín Millares Torres, geboren. Ihr Onkel war der Bariton Néstor de la Torre Comminges.
Schon 1915 verfasste sie Verse, die zum Beispiel dem kanarischen Modernisten Alonso Quesada gewidmet waren oder Benito Pérez Galdós zu Ehren verfasst wurden. Mit 13 Jahren begann sie, in Zeitschriften zu veröffentlichen.
Der Einfluss ihres Bruders Claudio, eines damals aufstrebenden Romanciers und Dramatikers, der 1924 den Nationalen Literaturpreis erhielt, war sehr wichtig für ihren Einstieg in die Literatur und auch in die Theaterarbeit. 1927 entstand so das Haustheater Teatro Mínimo, das der Bruder leitete.
Sie begann, sich mit dem Schriftsteller Pedro Salinas zusammenzutun, und wurde von Schriftstellern beeinflusst, die der Generación del 27 angehörten. Salinas schrieb das Vorwort zu ihrem ersten Gedichtband Versos y estampas aus dem Jahr 1927, der in von Juan Ramón Jiménez beeinflussten Versen und Prosagedichten eine Kindheit auf der Insel schilderte. Während längerer Aufenthalte in Madrid schloss sie zudem eine Ausbildung als Sopranistin ab.
Ihr nächstes Buch war Poemas en la isla, das 1930 veröffentlicht wurde. 1934 war sie neben Ernestina de Champourcín die einzige Frau, deren Gedichte von Gerardo Diego in seine Antología de la Poesía Española (Contemporáneos) aufgenommen wurden.
1934 begann sie als Synchronsprecherin für Marlene Dietrich für Paramount in Joinville-le-Pont zu arbeiten. Zu dieser Zeit lernte sie Luis Buñuel kennen, mit dem sie unter der Leitung von Claudio de la Torre, der die Drehbücher adaptierte und bei der Synchronisation Regie führte, zusammenarbeitete, so in dem Film Miss Fane's Baby is Stolen von Alexander Hall, der 1935 in Spanien veröffentlicht wurde.
1935 kehrte sie nach Madrid zurück, um sich ganz ihrer Karriere als Sopranistin zu widmen. Im Februar 1935 gab sie im Teatro María Guerrero ein Konzert, das von Cipriano Rivas Cherif am Klavier begleitet wurde und als Concierto de 1900 angekündigt war. Neben ihrer Tätigkeit als Sängerin komponierte De la Torre auch eigene Musikstücke, das bekannteste heißt Puerto de mar.
De la Torre engagierte sich auch im Lyceum Club Femenino, im Instituto San Isidro, im Teatro Monumental und in der Residencia de Estudiantes in Madrid.
Während des Bürgerkriegs kehrte sie in ihre Heimatstadt zurück. Dort veröffentlichte sie unter dem Pseudonym „Laura de Cominges“ ihre ersten Romane in einer von ihr konzipierten Sammlung La Novela Ideal mit Geschichten über Flucht. Sie schuf sich damit auch eine wirtschaftliche Existenzgrundlage in den schwierigen Zeiten nach dem Krieg.
Zurück in Madrid arbeitete sie zwischen 1940 und 1945 nicht nur als Schauspielerin, sondern auch als Regieassistentin, Drehbuchautorin und Kolumnistin für die Filmzeitschrift Primer Plano, auf deren Titelseite sie zweimal erschien. Sie trat auch in Radio-Seifenopern und bei RTVE auf. Ihre erste wichtige Filmrolle spielte sie 1942 in dem Film Primer amor unter der Regie von Claudio de la Torre. Es folgten: La blanca paloma (Claudio de la Torre), Y tú, ¿quién eres (Julio de Fletchner), Misterio en la marisma (Claudio de la Torre), El camino del amor (José María Castellví), Una herencia en París (Miguel Pereyra) und 1945 La vida en un hilo (Edgar Neville) mit Conchita Montes und Rafael Durán. Dies war ihr letzter Film. Jahre später veröffentlichte sie den Roman De una estrella, in dem sie die Geschichte einer Schauspielerin erzählt, die mitten im Erfolg den Film verlässt.
Sie war Mitglied des Ensembles am Teatro María Guerrero und spielte dort zum Beispiel unter der Regie von Luis Escobar La rabia, dessen Libretto auf dem Theaterstück La cena del Rey Baltasar von Pedro Calderón de la Barca basierte. 1944 schloss sie sich der Gruppe von Schauspielern und Schauspielerinnen des Teatro invisible de RNE an. 1946 gründete De la Torre ihre eigene Komödiantentruppe (Compañía de Comedias Josefina de la Torre). Das Unternehmen führte unter anderem etwa fünfzehn Theaterstücke auf, darunter zum Beispiel El caso de la mujer asesinadita von Miguel Mihura oder Casa de muñecas (Nora oder Ein Puppenheim) von Henrik Ibsen. Sie spielte an diversen weiteren Theatern wie dem Dido Pequeño Teatro oder dem Teatro Español T.O.A.R. sowie in den Ensembles von Amparo Soler Leal, Núria Espert, María Fernanda D'Ocon und Vicente Parra. In den 1960er Jahren wirkte sie an der ersten spanischen Version Sonrisas y lágrimas des Musicals The Sound of Music mit. Während der Zeit am Theater lernte sie den Schauspieler Ramón Corroto (1930–1980), den sie ungeachtet des Altersunterschiedes heiratete.
Ihr letzter Auftritt als Schauspielerin war in der bekannten spanischen Fernsehserie Anillos de oro (1983).
Während der Franco-Zeit veröffentlichte De la Torre ein Buch mit Versen, Marzo incompleto, das 1968 erschien. 1954 veröffentlichte sie zwei Romane: Memorias de una estrella und En el umbral. 1988 veröffentlichte sie Medida del tiempo. In den 1980er Jahren schrieb sie die, als unveröffentlichtes Manuskript erhaltene, Gedichtsammlung Él.
2000 wurde sie zum Ehrenmitglied der Academia Canaria de la Lengua, der kanarischen Akademie für Sprache, ernannt. Vom 4. bis 15. Mai 2001 fand in der Residencia de Estudiantes in Madrid die Ausstellung Los álbumes de Josefina de la Torre: La última voz del 27 statt. Die Regierung der Kanarischen Inseln verlieh ihr 2002 das Kreuz des „Ordens der Kanarischen Inseln“.
Sie starb am 12. Juli 2002 im Alter von 95 Jahren in Madrid an einem Herzinfarkt.

## Nachleben
In Santa Lucía de Tirajana auf Gran Canaria befindet sich Sekundarschule I.E.S. Josefina de la Torre.
Das spanische Infrastrukturministerium (Ministerio de Fomento) benannte 2007 eines seiner Seeüberwachungsflugzeuge, die Sasemar 103, die von der Sociedad de Salvamento y Seguridad Marítima vom Flughafen Gran Canaria aus betrieben wird, nach ihr.
Das Teatro Cuyás  in Las Palmas de Gran Canaria benannte 2011 einen seiner Säle nach ihr.
2020 war der Kanarische Literaturtag (Día de las Letras Canarias) De la Torre gewidmet.

## Werke
- Versos y estampas. Litoral, Málaga 1927.
- Poemas de la isla. Altés, Barcelona 1930.
- Sammlung La Novela Ideal
  - Alarma en el distrito Sur. Gráf. Uguina, Las Palmas de Gran Canaria 1939.
  - La rival de Julieta. Gráf. Uguina. Las Palmas de Gran Canaria 1940.
  - María Victoria. Gráf. Uguina. Las Palmas de Gran Canaria 1940.
  - Matrimonio por sorpresa. Gráf. Uguina. Las Palmas de Gran Canaria 1941.
  - Villa del mar. Gráf. Uguina. Las Palmas de Gran Canaria 1941.
  - El enigma de los ojos grises. Gráf. Uguina. Las Palmas de Gran Canaria 1942.
  - Tú eres él. Gráf. Uguina. Las Palmas de Gran Canaria 1942.
  - ¿Dónde está mi marido?. Gráf. Uguina. Las Palmas de Gran Canaria 1943.
  - Idilio bajo el terror. Gráf. Uguina. Las Palmas de Gran Canaria 1943.
  - ¡Me casaré contigo!. Gráf. Uguina. Las Palmas de Gran Canaria 1944.
  - El caserón del órgano. Gráf. Uguina. Las Palmas de Gran Canaria 1944.
- Marzo incompleto. 1947, (2. Ausgabe: El Museo Cenavio, Las Palmas de Gran Canaria 1968).
- Memorias de una estrella. Cid, Madrid 1954.
- Poemas de la isla. Obras completas de Josefina de la Torre. Viceconsejería de Culturas y Deportes, Las Palmas de Gran Canaria 1989.
- Poesia completa, Volumen 1 (1916–1935). Ediciones Torremozas, Madrid 2020, ISBN 978-84-7839-816-4.
- Poesia completa, Volumen 2 (1936–1989). Ediciones Torremozas, Madrid 2020, ISBN 978-84-7839-817-1.